# Bipinnula
Bipinnula là một chi thực vật có hoa trong họ Orchidaceae.